# While You Were Sleeping (2017)
While You Were Sleeping (hangul: 당신이 잠든 사이에; rr: Dangshini Jamdeun Saie) é uma telenovela sul-coreana exibida pela SBS entre 27 de setembro e 16 de novembro de 2017, estrelada por Lee Jong-suk, Bae Suzy, Lee Sang-yeob, Ko Sung-hee e Jung Hae-in.

## Enredo
Contém o foco na vida de três jovens adultos que adquiriram a capacidade de ver o futuro através dos seus sonhos: a repórter Nam Hong-joo (Bae Suzy), o promotor novato Jung Jae-chan (Lee Jong-suk) e o policial Han Woo-tak (Jung Hae-in). Alguns destes sonhos mostram crimes que Jae-chan tem que investigar e eventos desastrosos que os três têm que sofrer. Incomodados por esses sonhos, o trio colabora entre si para impedir que eles transformem-se em realidade e tentam derrubar um de seus arqui-inimigos, o advogado corrupto Lee Yoo-beom (Lee Sang-yeob).

## Elenco

### Elenco principal
- Lee Jong-suk como Jung Jae-chan[5]
  - Nam Da-reum como Jung Jae-chan (jovem)
- Bae Suzy como Nam Hong-joo[6]
- Lee Sang-yeob como Lee Yoo-bum[7]
- Ko Sung-hee como Shin Hee-min[8]
- Jung Hae-in como Han Woo-tak[9]

### Elenco de apoio

#### Detetives de Divisão 3
- Min Sung-wook como Lee Ji-kwang
- Bae Hae-sun como Son Woo-joo
- Lee Ki-young como Park Dae-young
- Kim Won-hae como Choi Dam-dong[10]
- Park Jin-joo como Moon Hyang-mi[11]
- Son San como Min Jung-ha

#### Pessoas ao redor de Jung Jae-chan
- Shin Jae-ha como Jung Seung-won, irmão mais novo de Jae-chan[12]
- Jang Hyun-sung como o pai de Jae-chan

#### Pessoas ao redor de Nam Jong-hoo
- Hwang Young-hee como Yoon Moon-sun, mãe de Hong-joo.

### Outros
- Kim Min-jae[13]
- Lee Yoo-joon como Oh Kyung-han
- Lee Bong-ryun como Ko Pil-suk
- Um Hyo-sup como Park Jun-mo, pai de So-yoon
- Jang So-yun como Do Geum-sook, mãe de So-yoon
- Pyo Ye-jin
- Oh Eui-sik
- Yoo In-soo como colega de classe de Seung-won

## Trilha sonora
1. When Night Falls (긴 밤이 오면) - Eddy Kim
2. It's You - Henry Lau
3. You Belong to My World (좋겠다) - Roy Kim
4. I Love You Boy - Bae Suzy
5. While You Were Sleeping (당신이 잠든 사이에) - Brother Su, SE O
6. Lucid Dream (자각몽) - Monogram
7. I Miss You Today Too (오늘도 그리워 그리워) - Davichi
8. Maze (미로) - Kim Na-young
9. Come To Me (내게 와) - Lee Jong-suk
10. IF - Jung Joon-il
11. I'll Tell It (말할게) - Jang Da-bin
12. Would You Know (그대는 알까요) - Lee Jong-suk
13. Words I Want To Hear (듣고 싶은 말) - Bae Suzy
14. Primavera - Ludovico Einaudi

## Recepção
Na tabela abaixo, os números azuis representam as audiências mais baixas e os números vermelhos representam as audiências mais elevadas.
| Episódio | Data de transmissão original | Título                                                | Audiência média | Audiência média              | Audiência média | Audiência média              |
| Episódio | Data de transmissão original | Título                                                | TNmS Ratings    | TNmS Ratings                 | AGB Nielsen     | AGB Nielsen                  |
| Episódio | Data de transmissão original | Título                                                | Em todo o país  | Região Metropolitana de Seul | Em todo o país  | Região Metropolitana de Seul |
| -------- | ---------------------------- | ----------------------------------------------------- | --------------- | ---------------------------- | --------------- | ---------------------------- |
| 1        | 27 de setembro de 2017       | While You Were Sleeping (당신이 잠든 사이에)          | 8.2%            | 9.1%                         | 7.2%            | 8.1%                         |
| 2        | 27 de setembro de 2017       | While You Were Sleeping (당신이 잠든 사이에)          | 9.4%            | 10.8%                        | 9.2%            | 10.4%                        |
| 3        | 28 de setembro de 2017       | The Good, The Bad, The Weird (좋은놈 나쁜놈 이상한놈) | 8.0%            | 8.7%                         | 8.3%            | 9.8%                         |
| 4        | 28 de setembro de 2017       | The Good, The Bad, The Weird (좋은놈 나쁜놈 이상한놈) | 9.3%            | 10.2%                        | 9.2%            | 10.9%                        |
| 5        | 4 de outubro de 2017         | Secretly, Greatly (은밀하게 위대하게)                 | 5.0%            | 5.2%                         | 5.1%            | 5.6%                         |
| 6        | 4 de outubro de 2017         | Secretly, Greatly (은밀하게 위대하게)                 | 5.5%            | 5.7%                         | 6.1%            | 7.0%                         |
| 7        | 5 de outubro de 2017         | A Few Good Men (어 퓨 굿 맨)                          | 8.3%            | 8.2%                         | 7.9%            | 8.2%                         |
| 8        | 5 de outubro de 2017         | A Few Good Men (어 퓨 굿 맨)                          | 9.6%            | 9.9%                         | 8.9%            | 9.6%                         |
| 9        | 11 de outubro de 2017        | Don't Trust Her (그녀를 믿지 마세요)                  | 7.8%            | 9.3%                         | 8.1%            | 10%                          |
| 10       | 11 de outubro de 2017        | Don't Trust Her (그녀를 믿지 마세요)                  | 8.9%            | 10.2%                        | 9.4%            | 11.5%                        |
| 11       | 12 de outubro de 2017        | A City of Blinds (눈먼자들의 두시)                    | 7.5%            | 7.8%                         | 8.9%            | 10.3%                        |
| 12       | 12 de outubro de 2017        | A City of Blinds (눈먼자들의 두시)                    | 8.5%            | 8.9%                         | 9.7%            | 11.8%                        |
| 13       | 18 de outubro de 2017        | Secret That Can't Be Told (말할수 없는 비밀)          | 7.6%            | 9.5%                         | 8.6%            | 9.5%                         |
| 14       | 18 de outubro de 2017        | Secret That Can't Be Told (말할수 없는 비밀)          | 9.1%            | 11.4%                        | 10%             | 11.3%                        |
| 15       | 19 de outubro de 2017        | Pride and Prejudice (오만과 편견)                     | 7.1%            | 7.7%                         | 7.9%            | 8.9%                         |
| 16       | 19 de outubro de 2017        | Pride and Prejudice (오만과 편견)                     | 8.0%            | 8.9%                         | 8.9%            | 9.9%                         |
| 17       | 25 de outubro de 2017        | The Usual Suspect (유주얼 서스펙트)                   | 7.7%            | 8.1%                         | 7.8%            | 7.9%                         |
| 18       | 25 de outubro de 2017        | The Usual Suspect (유주얼 서스펙트)                   | 8.8%            | 9.7%                         | 8.9%            | 10.0%                        |
| 19       | 26 de outubro de 2017        | A Boy Meets a Girl (소년, 소녀 만나다)                | 6.5%            | 7.0%                         | 8.3%            | 9.6%                         |
| 20       | 26 de outubro de 2017        | A Boy Meets a Girl (소년, 소녀 만나다)                | 7.4%            | 8.7%                         | 8.9%            | 10.3%                        |
| 21       | 1 de novembro de 2017        | To Die or to be Bad (죽거나 혹은 나쁘거나)            | 6.5%            | 7.6%                         | 6.9%            | 7.9%                         |
| 22       | 1 de novembro de 2017        | To Die or to be Bad (죽거나 혹은 나쁘거나)            | 7.6%            | 8.9%                         | 8.4%            | 9.7%                         |
| 23       | 2 de novembro de 2017        | Knocking on Heaven's Door (노킹온 헤븐스 도어)        | 7.0%            | 7.1%                         | 7.3%            | 8.3%                         |
| 24       | 2 de novembro de 2017        | Knocking on Heaven's Door (노킹온 헤븐스 도어)        | 8.2%            | 9.0%                         | 8.6%            | 9.9%                         |
| 25       | 8 de novembro de 2017        | We're on Our Way To Meet You Now (지금 만나러 갑니다) | 5.7%            | 7.2%                         | 6.8%            | 8.2%                         |
| 26       | 8 de novembro de 2017        | We're on Our Way To Meet You Now (지금 만나러 갑니다) | 6.8%            | 8.4%                         | 8.6%            | 10.0%                        |
| 27       | 9 de novembro de 2017        | Catch Me if You Can (캐치미 이프유캔)                 | 7.7%            | 9.3%                         | 7.7%            | 8.9%                         |
| 28       | 9 de novembro de 2017        | Catch Me if You Can (캐치미 이프유캔)                 | 8.7%            | 10.1%                        | 9.6%            | 11.3%                        |
| 29       | 15 de novembro de 2017       | Stand By Me (스탠 바이 미)                            | 7.2%            | 8.1%                         | 8.1%            | 9.3%                         |
| 30       | 15 de novembro de 2017       | Stand By Me (스탠 바이 미)                            | 8.7%            | 10.0%                        | 9.6%            | 11.0%                        |
| 31       | 16 de novembro de 2017       | Goodbye, My Friend (굿 바이 마이 프랜드)              | 7.6%            | 8.6%                         | 8.7%            | 10.0%                        |
| 32       | 16 de novembro de 2017       | Goodbye, My Friend (굿 바이 마이 프랜드)              | 8.7%            | 9.5%                         | 9.7%            | 10.9%                        |
| Média    | Média                        | Média                                                 | 7.7%            | 8.7%                         | 8.3%            | 9.5%                         |

## Prêmios e indicações
| Ano  | Prêmio                           | Categoria                                                    | Beneficiário                | Resultado | Ref.   |
| ---- | -------------------------------- | ------------------------------------------------------------ | --------------------------- | --------- | ------ |
| 2017 | Korea First Brand Awards         | Melhor Drama                                                 | While You Were Sleeping     | Venceu    | [ 16 ] |
| 2017 | Asia Artist Awards               | Melhor Atriz                                                 | Bae Suzy                    | Venceu    | [ 17 ] |
| 2017 | Mnet Asian Music Awards          | Melhor Trilha Sonora                                         | Bae Suzy – "I Love You Boy" | Indicado  | [ 18 ] |
| 2017 | SBS Drama Awards                 | Prêmio Top Excelência, Ator em Drama de Quarta–Quinta-feira  | Lee Jong-suk                | Venceu    | [ 19 ] |
| 2017 | SBS Drama Awards                 | Prêmio Top Excelência, Atriz em Drama de Quarta–Quinta-feira | Bae Suzy                    | Venceu    | [ 19 ] |
| 2017 | SBS Drama Awards                 | Personagem do Ano                                            | Lee Sang-yeob               | Indicado  | [ 19 ] |
| 2017 | SBS Drama Awards                 | Prêmio de Excelência, Ator em Drama de Quarta–Quinta-feira   | Lee Sang-yeob               | Venceu    | [ 19 ] |
| 2017 | SBS Drama Awards                 | Prêmio de Excelência, Ator em Drama de Quarta–Quinta-feira   | Jung Hae-in                 | Indicado  | [ 19 ] |
| 2017 | SBS Drama Awards                 | Prêmio de Excelência, Atriz em Drama de Quarta–Quinta-feira  | Ko Sung-hee                 | Indicado  | [ 19 ] |
| 2017 | SBS Drama Awards                 | Melhor Ator Coadjuvante                                      | Kim Won-hae                 | Venceu    | [ 19 ] |
| 2017 | SBS Drama Awards                 | Melhor Atriz Coadjuvante                                     | Hwang Young-hee             | Indicado  | [ 19 ] |
| 2017 | SBS Drama Awards                 | Prêmio de Atuação Juvenil                                    | Nam Da-reum                 | Indicado  | [ 19 ] |
| 2017 | SBS Drama Awards                 | Prêmio de Atuação Juvenil                                    | Shin Yi-joon                | Indicado  | [ 19 ] |
| 2017 | SBS Drama Awards                 | Melhor Casal                                                 | Lee Jong-suk & Bae Suzy     | Venceu    | [ 19 ] |
| 2018 | Korea First Brand Awards         | Categoria Drama                                              | While You Were Sleeping     | Venceu    | [ 20 ] |
| 2018 | Baeksang Arts Awards             | Atriz Mais Popular                                           | Bae Suzy                    | Venceu    | [ 21 ] |
| 2018 | Seoul International Drama Awards | Prêmio Top Excelência para Drama Coreano                     | While You Were Sleeping     | Venceu    | [ 22 ] |
| 2018 | Seoul International Drama Awards | Melhor Ator Coreano                                          | Lee Jong-suk                | Indicado  | [ 23 ] |
| 2018 | Seoul International Drama Awards | Melhor Atriz Coreana                                         | Bae Suzy                    | Indicado  |        |
| 2018 | APAN Star Awards                 | Prêmio Top Excelência, Ator em Minissérie                    | Lee Jong-suk                | Indicado  | [ 24 ] |
| 2018 | APAN Star Awards                 | Prêmio Top Excelência, Atriz em Minissérie                   | Bae Suzy                    | Indicado  | [ 24 ] |
| 2018 | APAN Star Awards                 | Prêmio de K-Estrela, Ator                                    | Lee Jong-suk                | Indicado  | [ 24 ] |
| 2018 | APAN Star Awards                 | Prêmio de K-Estrela, Atriz                                   | Bae Suzy                    | Indicado  | [ 24 ] |